# 堀利和
堀 利和（ほり としかず、1950年4月4日 - ）は、日本の政治家。元参議院議員（2期）。日本初の視覚障害を持った参議院議員。

## 概要
静岡県清水市出身。静岡県立静岡盲学校、明治学院大学卒業。
1989年の第15回参院選比例区において日本社会党から出馬し当選。憲政史上初の視覚障害（強度の弱視）を持った参議院議員であった（衆議院議員では、高木正年）。1991年社会党シャドーキャビネット福祉政務次官、1995年の第17回参院選で落選するが、1998年の第18回参院選比例区において民主党から出馬し返り咲く。通算2期務めたが、2004年の第20回参院選には出馬せず、引退。

## 経歴
小学生就学直前の6歳の時に高熱が続いて、強度の弱視となる。小学校4年生2学期に静岡県立静岡盲学校小学部に転校。東京教育大学付属盲学校高等部卒。明治学院大学卒。日本社会事業学校を卒業する。
民間保育園保父（2ヶ月）、養護学校スクールバス添乗員（1年半）、大田区点字講習会講師（週1、10年間）などの後、1989～95年、参議院議員（日本社会党）。1998年～2004年、参議院議員（民主党）。
2016年3月定年。（立教大学コミュニティ福祉学部兼任講師）
現在、特定非営利活動法人共同連顧問（前代表）。
『季刊福祉労働』（現代書館）編集長。

## 著書
- 詩集『相克』（1974年）
- 『なかよくケンカしな－臨時障害者教育審議会設置法をめざして』（社会新報レッドブック 1994年11月）
- 『生きざま政治のネットワーク－障害者と議会参加』（現代書館　1995年6月）
- 『共生社会論－障害者が解く「共生の遺伝子」説』（現代書館 2011年5月）
- 『共生社会論のその後－一歩前進振り返って二歩後退』（共同連ブックレット）
- 『はじめての障害者問題－社会が変われば「障害」も変わる』（現代書館 2013年8月）
- 『障害者が労働力商品を止揚したいわけ－きらない　わかない　ともにはたらく』（堀利和 編著 社会評論社 2015年9月）
- 『アソシエーションの政治・経済学－人間学としての障害者問題と社会システム』（社会評論社 2016年7月）
- 『コラム集　お茶の友（共同連機関誌『れざみ』巻頭言より）』
- 『障害者と職業選択－視覚障害者の場合』（宮昭夫との共著、三一書房 1979年3月）
- 『日本発　共生・共働の社会的企業－経済の民主主義と公平な分配を求めて』（特定非営利活動法人共同連編、現代書館 2012年9月）
- 『私たちの津久井やまゆり園事件－障害者とともに〈共生社会〉の明日へ』（堀利和 編著 社会評論社 2017年9月）
- 『障害者から「共民社会」のイマジン』（社会評論社 2018年9月）
- 『私たちは津久井やまゆり園事件の「何」を裁くべきか：美帆さん智子さんと、甲Zさんを世の光に!』（堀利和 編著 社会評論社 2020年3月）
- 『障害社会科学の視座～障害者と健常者と共に、類としての人間存在へ～』（社会評論社 2020年9月）
- 『重度障害者が国会の扉をひらく！ 木村英子・舩後靖彦の議会参加をめぐって』（堀利和 監修 社会評論社 2021年4月）
- 『障害者の問題を考えるうえで大切なこと――思考を変革し、健常者問題として捉えなおすための１４講（２２世紀アート Kindle版　2021年4月）
- 『障害者たちが生きる時代を問う～アソシエーション・コモン社会への展望』（社会評論社 2024年7月）

## 雑誌掲載
◆19820325　「障害者の世界組織ＤＰＩの結成にみる」　『季刊福祉労働』14:036-043　
◆19830925　「「温室」に冬はないのか」　『季刊福祉労働』20:055-060　
◆19831225　「成長の家「生命尊重」論の批判」　　『季刊福祉労働』21:083-092　
◆19831225　「第三回障害者職よこせ並びに労働者との連帯集会」　　『季刊福祉労働』21:103　
◆19840625　「筑波身障者短大構想の意味するもの」　　『季刊福祉労働』23:063-076　
◆19840625　「ノーマライゼーション研究会が誕生」　　『季刊福祉労働』23:112-113　
◆19850325　「私たちの「ネットワーキング」」　　『季刊福祉労働』26:022-032　
◆19850325　「ＤＰＩにおける八代英太氏の自民党入党に関する見解」　『季刊福祉労働』26:123-124　
◆19850925　「教育におけるもうひとつの障害者差別――普通学校への全盲教員採用をめぐって」　『季刊福祉労働』28:129-135　
◆19860925　「障害者が選挙戦を戦って」　『季刊福祉労働』32:094-095　
堀 利和　19870325　「見える差別，見えない差別」　『季刊福祉労働』34:040-050　
◆19890625　「障害者の雇用を進めるためにも，リクルート社・求人情報誌を撃て！」　『季刊福祉労働』43:089-095　
◆19890925　「立場変わって「言われる側」に」（インタビュー　聞き手：佐野利男）　『季刊福祉労働』44:04-07　聞き手：佐野利男　
◆19900325　「国会は驚くことがいっぱい」（「白杖」の赤じゅうたん日記　第３回）　『季刊福祉労働』46:096-097　
◆19900625　「イタリアの障害者議員さんと」（「白杖」の赤じゅうたん日記　第２回）　『季刊福祉労働』47:128-129　
◆19900925　「ただ好きだったから」　『季刊福祉労働』48:089　
◆19900925　「ちょっと変に思いませんか」（「白杖」の赤じゅうたん日記　第３回）　『季刊福祉労働』48:110-111　
◆19901225　「議員バッジで遊ぶ」（「白杖」の赤じゅうたん日記　第４回）　『季刊福祉労働』49:114-115　
◆19910325　「官僚のレクチャー」（「白杖」の赤じゅうたん日記　第５回）　『季刊福祉労働』50:138-139　
◆19910925　「新聞切り抜き帳」（白杖の赤じゅうたん日記）第７回　『季刊福祉労働』52:118-119　
◆19911225　「高福祉と市民の選択」（「白杖」の赤じゅうたん日記　第８回）　『季刊福祉労働』53:130-131　
◆19920325　「交通条件改善に前向きの姿勢で（「白杖」の赤じゅうたん日記　第９回）　『季刊福祉労働』54:112-113　
◆19920625　「折り返し点にて」（「白杖」の赤じゅうたん日記　第１０回）　『季刊福祉労働』55:104-105　
◆19921225　「アジアの障害者との連帯」（「白杖」の赤じゅうたん日記　第１２回）　『季刊福祉労働』57:118-119　
◆19930325　「（「白杖」の赤じゅうたん日記　第１３回）１０億の中の障害者たち」　『季刊福祉労働』58:144-145　
◆19930625　「アクセス権確立に向けて――国会委員会質問から――」　（「白杖」の赤じゅうたん日記　第１４回）
　『季刊福祉労働』59:100-109　
◆19930925　「子どもの権利条約と障害児――参議院本会議質問から」　（白杖の赤じゅうたん日記　第１５回）　『季刊福祉労働』60:110-115　
◆19940325　「障害者基本法制定によせて」（白杖の赤じゅうたん日記　第１７回）　『季刊福祉労働』62:122-123　
◆19940625　「障害者に係る学校教育の改革法（仮）試案」　（白杖の赤じゅうたん日記　第１８回）　　『季刊福祉労働』63:120-121　
◆19990325　「障害に不慣れな国権の最高機関」（白杖の赤じゅうたん日記・再開第１回」）　　『季刊福祉労働』82　
◆19990625　「議員立法」（白杖の赤じゅうたん日記・再開第２回）　　『季刊福祉労働』83　
◆19990925　「忘れた頃芽が出る国会質問」（白杖の赤じゅうたん日記・再開第３回）　『季刊福祉労働』84　※◆19991225　「やっぱりまだ特別？　障害者施策」（白杖の赤じゅうたん日記・再開第四回）　　『季刊福祉労働』85　
◆20000325　「明日は我が身か――ホーム転落事故」（白杖の赤じゅうたん日記・再開第５回）　　『季刊福祉労働』86　
◆20000625　「情報技術の恩恵と落とし穴」（白杖の赤じゅうたん日記・再開第６回）　　『季刊福祉労働』87　
◆20000925　「公営住宅法新施行令で何が変わるのか？」（白杖の赤じゅうたん日記・再開第７回） 　『季刊福祉労働』88　
◆20001225　「社会参加の光と影」（白杖の赤じゅうたん日記・再開第８回）　『季刊福祉労働』89　
◆20010325　「二十一世紀、権利と差別禁止の確立を」（白杖の赤じゅうたん日記・再開第９回）　『季刊福祉労働』90　
◆20010625　「情報技術のバリアフリーに向けて」（白杖の赤じゅうたん日記・再開第10回）　『季刊福祉労働』91　

## 政治的主張
- 1999年、国旗及び国歌に関する法律案の参議院本会議における採決で反対票を投じた。
- 2003年、静岡空港建設反対の国会議員署名活動で署名者に加わっている[3]。